# Troják u Habrůvky
Troják u Habrůvky je památný modřín opadavý v Moravském krasu. Nachází se na území obce Habrůvka (na parcele 497/2), v okrese Blansko. Stojí nad cestou u východního okraje národní přírodní rezervace Habrůvecká bučina, ve školním polesí Mendelovy univerzity v Masarykově lese.
Společně s několika dalšími modříny v okolí se jedná o pozůstatek zhruba 200 let starého vytěženého porostu. Modřín se zde začal pěstovat po roce 1770, kdy křížením alpského a sudetského modřínu došlo ke vzniku místní populace označované jako modřín adamovský.
Kmen stromu má zbytnělou bázi a ve výšce 2,5 m se rozděluje na tři kmeny. Má obvod 458 cm a stáří přes 150 let. Je zdravý, přirůstavý, plodný. Je označován za nejvyšší památný strom v ČR, i když o jeho přesné výšce jsou i přes opakovaná měření vedeny spory a výška je udávána 58 m, 48 m, či 43 m. Dle posledního měření na podzim 2024 je výška nejvyššího ze tří kmenů 47 m.